# Xã Sand Creek, Quận Meade, Kansas
Xã Sand Creek (tiếng Anh: Sand Creek Township) là một xã thuộc quận Meade, tiểu bang Kansas, Hoa Kỳ. Năm 2010, dân số của xã này là 38 người.